# Чаплигін Валерій Андрійович
Чаплигін Валерій Андрійович (23 травня 1952) — російський велогонщик.
Олімпійський чемпіон 1976 року в роздільній командній гонці.
Чемпіон світу з велоперегонів на шосе 1977 року в роздільній командній гонці, срібний призер 1974 (роздільна командна гонка), 1975 (роздільна командна гонка) років.